# Pont Louis-Philippe
Der Pont Louis-Philippe ist eine Steinbogenbrücke über die Seine im 4. Arrondissement von Paris. Er führt vom rechten Seineufer über deren nördlichen Arm zur Île Saint-Louis und verbindet dabei das Quartier Saint-Gervais mit dem Quartier Notre-Dame.

## Erste Brücke

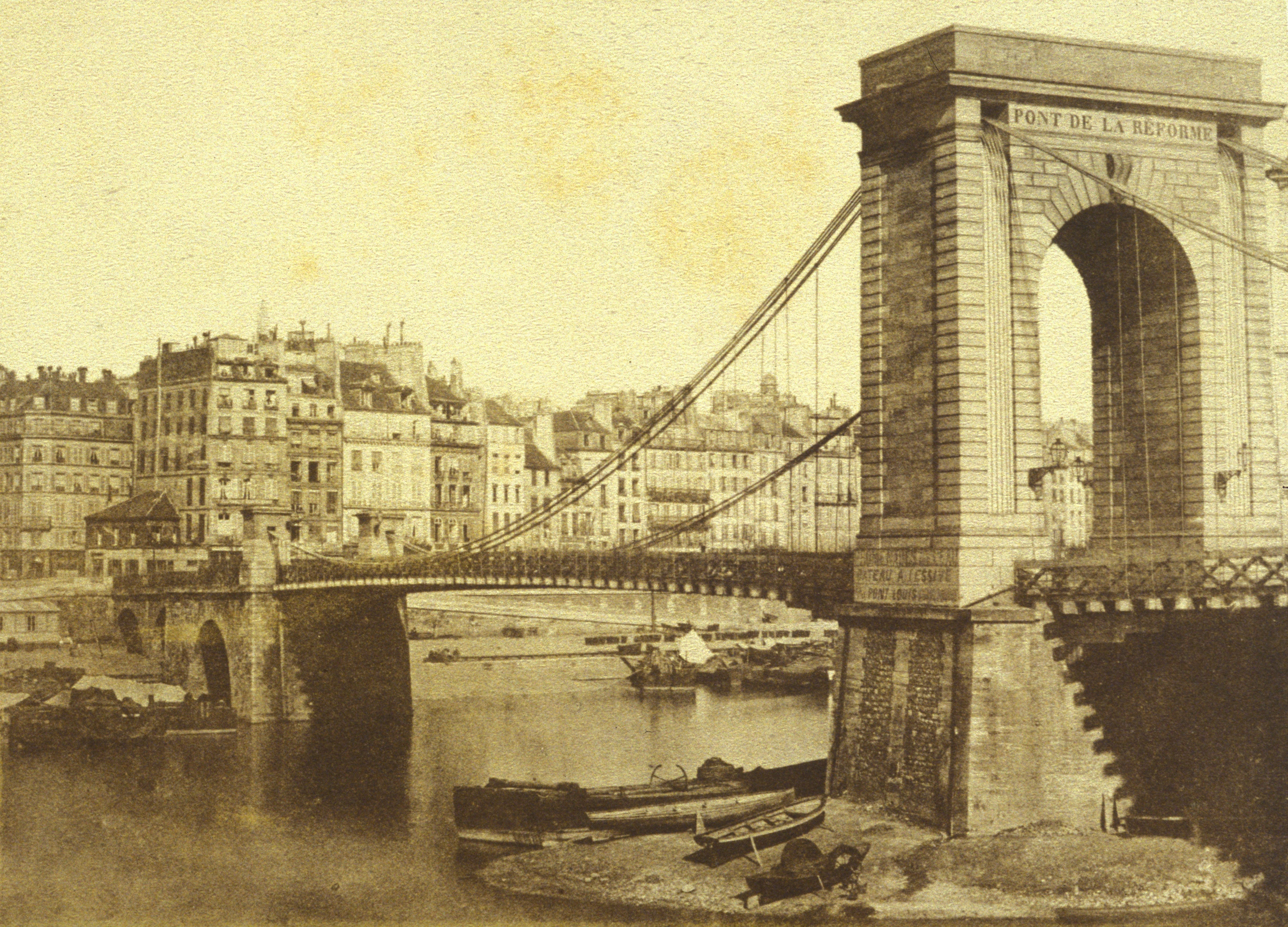
Pont de la Réforme (1851)

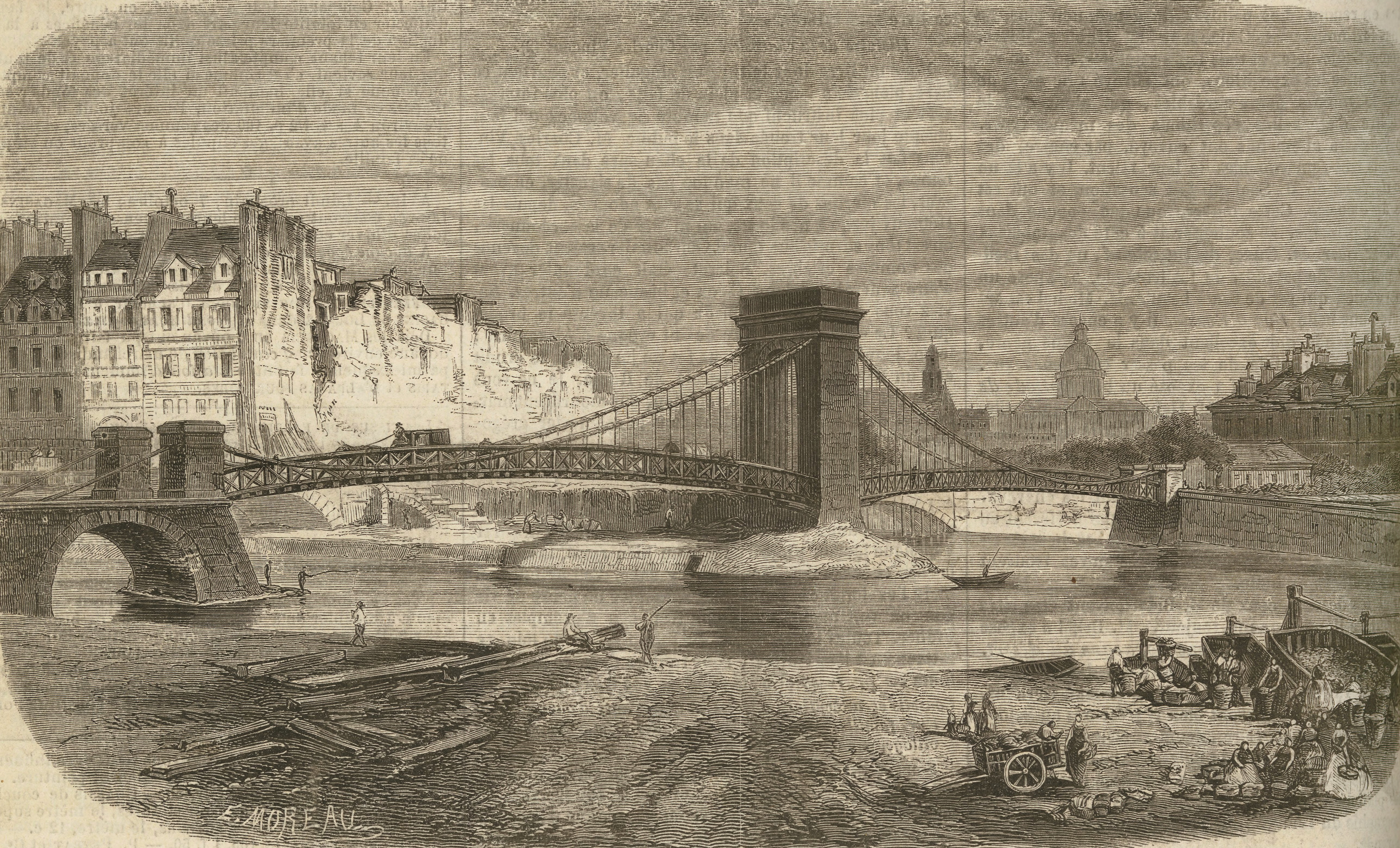
Hängebrücke vor dem Abbruch, dahinter die Baustelle der Steinbogenbrücke

Zur Feier seiner Thronbesteigung in der Folge der Julirevolution von 1830 legte König Louis-Philippe I. am 29. Juli 1833 den Grundstein für eine Brücke über die Seine. Diese führte in der Verlängerung der Rue du Pont Louis-Philippe auf der Rive Droite schräg über den Fluss zum Quai aux Fleurs auf der Île de la Cité. Sie wurde als Hängebrücke mit einem durchbrochenen Mittelturm auf der Westspitze der Île Saint-Louis ausgeführt. Konstrukteure waren der Ingenieur Marc Seguin und dessen Brüder Camille, Jules, Paul und Charles.
Am 26. Juli 1834 wurde die Brücke als Pont Louis-Philippe für den Verkehr freigegeben. Im Verlauf der Februarrevolution wurde sie 1848 beschädigt und zunächst als Pont de la Réforme wiederaufgebaut.

## Zweite Brücke

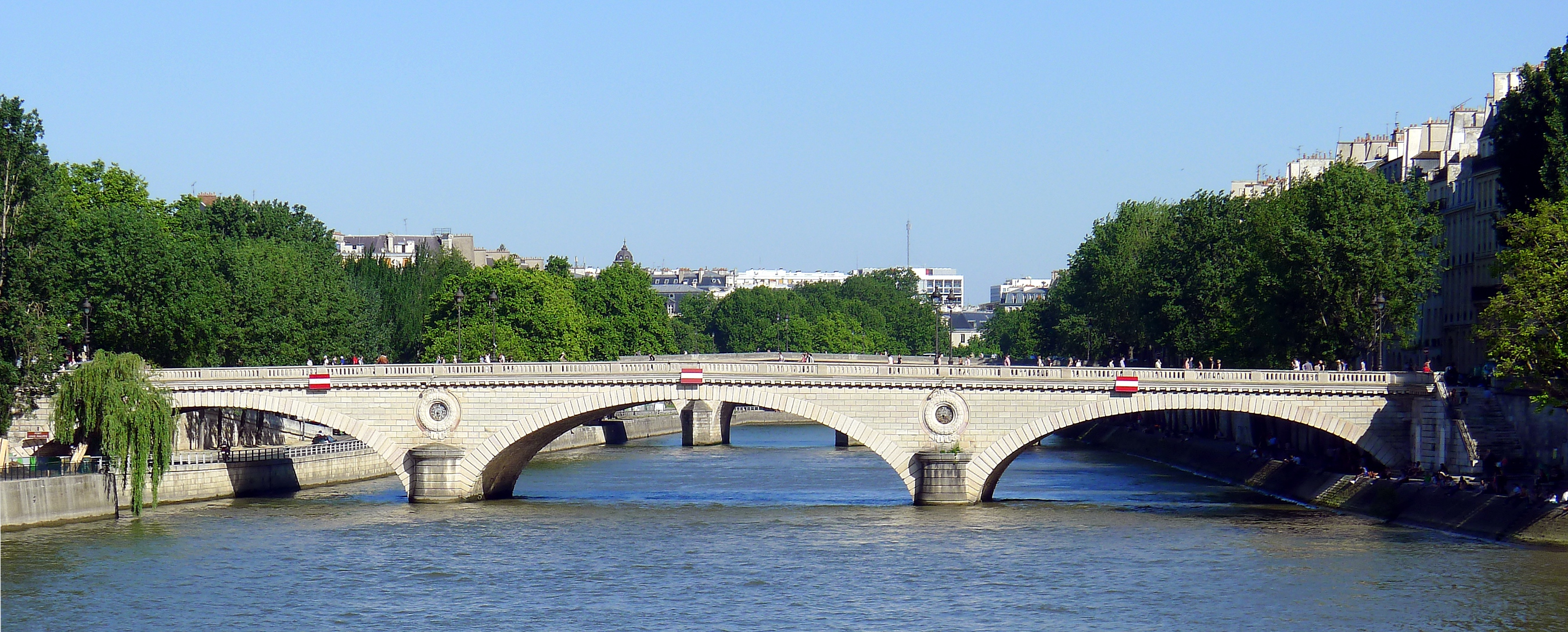
Pont Louis-Philippe, Blick von Westen

Um der Zunahme des Verkehrs gerecht zu werden, wurde die Hängebrücke im Jahr 1860 abgerissen. Zwischen August 1860 und April 1862 wurde geringfügig weiter flussaufwärts die heutige Brücke errichtet. Diese führt nun rechtwinklig über den nördlichen Flussarm und führt von dessen rechtem Ufer nur noch auf die Île Saint-Louis. Planung und Bauausführung lagen in den Händen der Ingenieure Edmond-Jules Féline-Romany, Jules Savarin und Georges Martin.
Die neue Brücke wurde am 15. August 1862 eröffnet, sie ist 100 m lang und 15 m breit. Die beiden äußeren Bögen weisen Stützweiten von je 30 m, der mittlere von 32 m auf. Die beiden Pfeiler sind je 4 m breit und ruhen auf Sockeln aus Beton. In den Jahren 1996/97 wurde die Brücke restauriert.
Die Verbindung zwischen der Île Saint-Louis und der Île de la Cité stellt seit 1861 der Pont Saint-Louis her.